# خیار دریایی آناناسی
خیار دریایی آناناسی (نام علمی: Thelenota ananas) نام یک گونه از تیره خیارهای دریایی ماسه‌نشین است.